# Hormiguera
Hormiguera es una localidad del municipio de Valdeprado del Río (Cantabria, España).  La localidad se encuentra a 920 metros de altitud sobre el nivel del mar, y a 5,7 kilómetros de la capital municipal, Arroyal. En el año 2024 contaba con una población de 32 habitantes (INE).

## Paisaje y naturaleza
Hormiguera es el pueblo que cierra el ayuntamiento de Valdeprado del Río por su parte occidental. Su casco urbano se agrupa en una suavísima loma desde la que se contemplan en amplia panorámica los montes de la parte norte de Valdeprado del Río y Valdeolea. Por el flanco meridional se extiende un magnífico hayedo por las laderas de la Peña Castillo que se puede contemplar en todo su esplendor por la pista que serpentea hasta los despoblados de Moroso y Candenosa.